# Jena Malone
Jena Malone (sinh ngày 21 tháng 11 năm 1984) là một diễn viên, nhạc sĩ người Mỹ. Cô bắt đầu sự nghiệp điện ảnh của mình với bộ phim Bastard Out of Carolina (1996), và đã xuất hiện trong các phim bao gồm Contact (1997), Stepmom (1998), Donnie Darko (2001), Saved! (2004), Into the Wild (2007) và nổi bật hơn qua phim kinh dị The Ruins (2008).

## Thuở nhỏ
Malone được sinh ở Sparks, Nevada và đã phải sống ở 27 nơi khác nhau khi chỉ mới 9 tuổi, trong đó có Lake Tahoe, California. Malone được nuôi dưỡng bởi mẹ, Deborah, và bạn gái của mẹ cô, người là mẹ đỡ đầu. Cô bắt đầu yêu thích diễn xuất sau khi xem mẹ mình tham gia cộng đồng nhà hát.Có một thời gian chuyển đến Las Vegas, nhưng ghét nơi này và thuyết phục mẹ cô dọn đến Los Angeles. Cô học xong trung học sớm bằng chương trình học GED.

## Công việc
Cô bắt đầu sự nghiệp diễn xuất chuyên nghiệp từ bộ phim Bastard Out of Carolina (1996). Cô được đề cử giải thưởng Independent Spirit Award và Screen Actors Guild. Từ đó, những vai diễn của cô ngày càng lớn hơn gồm cả những phim của Hollywood. Năm 1997, cô được đề cử Quả cầu vàng, hạng mục Best Actress cho vai diễn trong phim truyền hình Hope. Sau nhiều năm học tại nhà, cô đã tham dự một thời gian ngắn trường chuyên nghiệp của các trẻ em tại New York. Năm 2000, Malone giành quyền tự do hợp pháp từ mẹ của cô, để tránh can thiệp với nghề nghiệp và thu nhập của cô. Malone nói rằng mẹ của cô đã quản lý không tốt một số khoản thu nhập của cô.
Năm 2002 Malone đồng sản xuất bộ phim American Girl, một vở kịch mà cô cũng đã diễn trước đó. Cô có vai diễn chính đầu tiên trong phim Saved (2004). Năm 2006, cô xuất hiện lần đầu trên sân khấu kịch Broadway với vai Doubt.
Năm 2007, cô phát hành đĩa đơn đầu tiên trên The Social Registry,. một nhãn hiệu âm nhạc thực nghiệm. Một số bài nhạc được đăng trên trang Myspace của cô,được lên kế hoạch phát hành vào năm 2007.
Sau đó Jena càng được nhiều người biết đến hơn qua vai diễn trong bộ phim kinh dị The ruins năm 2008 với các bạn diễn Shawn Ashmore, Laura Ramsey, và Jonathan Tucker và diễn vai Lavinia trong Mourning Becomes Electra năm 2009.

## Phim ảnh

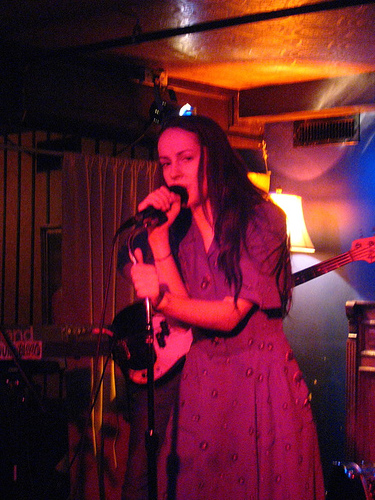
Jena Malone downstairs at Union Hall

| Năm  | Tên phim                          | Vai diễn                          | Khác                                |
| ---- | --------------------------------- | --------------------------------- | ----------------------------------- |
| 1996 | Bastard Out of Carolina           | Ruth Anne 'Bone' Boatwright       |                                     |
| 1996 | Hidden in America                 | Willa                             | (TV-Movie)                          |
| 1997 | Contact                           | Young Ellie                       |                                     |
| 1997 | Ellen Foster                      | Ellen Foster                      | (TV-Movie)                          |
| 1997 | Hope                              | Lilly Kate Burns                  | (TV-Movie, Golden Globe Nomination) |
| 1998 | Stepmom                           | Anna Harrison                     |                                     |
| 1999 | For Love of the Game              | Heather Aubrey                    |                                     |
| 1999 | The Book of Stars                 | Mary McGuire                      |                                     |
| 2000 | Cheaters                          | Jolie Fitch                       | (TV Movie)                          |
| 2001 | The Ballad of Lucy Whipple        | California Morning 'Lucy' Whipple | (TV-Movie)                          |
| 2001 | Donnie Darko                      | Gretchen Ross                     |                                     |
| 2001 | Life as a House                   | Alyssa Beck                       |                                     |
| 2002 | The Dangerous Lives of Altar Boys | Margie Flynn                      |                                     |
| 2002 | Hitler: The Rise of Evil          | Geli Raubal                       |                                     |
| 2002 | The Badge                         | Ashley Hardwick                   |                                     |
| 2002 | American Girl                     | Rena Grubb                        | (also co-producer)                  |
| 2003 | The United States of Leland       | Becky Pollard                     |                                     |
| 2003 | Cold Mountain                     | Ferry Girl                        |                                     |
| 2004 | Corn                              | Emily Rasmussen                   | (also associate producer)           |
| 2004 | Saved!                            | Mary                              |                                     |
| 2004 | Howl's Moving Castle              | Lettie                            | (voice)                             |
| 2005 | The Ballad of Jack and Rose       | Red Berry                         |                                     |
| 2005 | Pride and Prejudice               | Lydia Bennet                      |                                     |
| 2006 | Lying                             | Grace                             |                                     |
| 2006 | Container                         | The Woman/Speaker (voice)         |                                     |
| 2007 | Four Last Songs                   | Frankie                           |                                     |
| 2007 | The Go-Getter                     | Joely                             |                                     |
| 2007 | Into the Wild                     | Carine McCandless                 |                                     |
| 2008 | The Ruins                         | Amy                               |                                     |
| 2009 | The Messenger                     | Kelly                             |                                     |
| 2009 | The Soloist                       | Lab Technician                    |                                     |
| 2009 | Five Star Day                     | Sarah Reynolds                    | post-production                     |
| 2011 | Sucker Punch                      | Rocket                            |                                     |
| 2013 | Đấu trường sinh tử: Bắt lửa       | Johanna Mason                     |                                     |
| 2024 | Yêu cuồng loạn                    | Beth                              |                                     |